# بوليتروب

يشير البوليتروب في علم الفيزياء الفلكية، إلى حلّ لمعادلة لين - إيمدن بحيث يعتمد الضغط على الكثاف، وذلك وفقاً للمعادلة التالية.
{\displaystyle P=K\rho ^{(n+1)/n},}
حيث P هو الضغط، و ρ هي الكثافة ويمثّل الرمز K ثابت التناسب. يُعرف الثابت n بالأسّ البوليتروبي؛ ويمكن أن يكون رمزه n أيضاً.
لا ينبغي اعتبار هذه العلاقة أنّها معادلة حالة تنصّ على أنّ قيمة الضغط P تتبع لكلّ من الكثافة ρ و T (درجة الحرارة)؛ ولكن في الحالة المعيّنة الموصوفة في معادلة البوليتروب، هناك علاقات أخرى تربط بين هذه الكمّيات الثلاثة التي تحدّد معًا المعادلة. وبالتالي، فهي مجرّد علاقة تعبّر عن افتراض تغيّر الضغط مع نصف القطر مع تغيّر الكثافة مع نصف القطر، وهو ما يعطي حلّ معادلة لين - إمدن.
يمكن في بعض الأحيان، استخدام كلمة بوليتروب للإشارة إلى معادلة الحالة التي تشبه علاقة الديناميكية الحرارية المذكورة أعلاه، ولكن يُعتبر هذا مربكاً ويتوجّب تجنّبه. من الأفضل الإشارة إلى المائع نفسه (على عكس حلّ معادلة لين - إمدن) على أنّه مائع بوليتروبّي. إنّ معادلة الحالة للمائع البوليتروبيّ وافية بشكل عامّ، بحيث تجد هذه السوائل المثالية استخدامًا واسعًا خارج مسألة البوليتروب المحدودة.
تمّ تبيان الأسّ البوليتروبيّ ليكون معادلاً لمشتقّ الضغط لمعامل الحجم  حيث تمّ إظهار علاقته بمعادلة الحالة لمورناغان. وعليه، فإنّ علاقة البوليتروب تكون الأنسب في حالتي للضغط المنخفض نسبياً (أقل من 107 باسكال) والضغط العالي (أكثر من 1014 باسكال) وهي الحالات التي يكون فيها مشتقّ الضغط لمعامل الحجم -وهو ما يعادل أسّ البوليتروب- ثابتًا تقريبًا.

## أمثلة لنماذج عن الأسّ البوليتروبيّ
يتم نمذجة النجوم النيوترونية بشكل جيّد عن طريق البوليتروبّية بتعويض أسّ البوليتروبي بقيمة تتراوح بين n = 0.5 و n = 1.
يعدّ البوليتروب ذو الأسّ n = 1.5 نموذجًا جيّدًا لنوى النجوم كاملة الحمل الحراري (كما في حالة النجوم الحمراء العملاقة) والأقزام البنّيّة والكواكب الغازيّة العملاقة (مثل كوكب المشتري). يكون الأسّ البوليتروبي هنا هو 5/3، وهو نسبة السّعة الحراريّة (γ) للغاز أحاديّ الذرة. بالنّسبة لنوى النجوم الغازية (التي تتكون إما من الهيدروجين المؤيّن أو من الهيليوم)، فإنّها تنشأ عن مقاربة للغاز المثاليّ في ظروف الحمل الحراريّ الطبيعيّ.
من خلال تعويض أسّ البوليتروب بالقيمة n = 1.5 نحصل على نموذج جيّد للأقزام البيضاء ذات الكتلة المنخفضة، وفقًا لمعادلة حالة المادة المتحلّلة المتحرّكة بسرعة صغيرة مقارنة مع سرعة الضوء (equation of state of non-relativistic degenerate matter). وغالبًا ما يُستخدم البوليتروب ذو الأسّ n = 1.5 لوضع نماذج الكواكب الصخرية أيضًا.
يعطي البوليتروب ذو الأسّ n=3 نموذجاً جيّداً للأقزام البيضاء ذات الكتل العليا، وذلك وفقاً لمعادلة حالة المادّة المتحلّلة المتحرّكة بسرعة نسبيّة (أي قابلة للمقارنة مع سرعة الضوء) (the equation of state of relativistic degenerate matter).
عادةً ما يتمّ استخدام البوليتروب ذو الأسّ n = 3 لوضع نماذج نجوم النسق الأساسيّ كشمسنا، على الأقلّ في منطقة الإشعاع المقابلة لنموذج إيدينجتون القياسيّ لهيكليّة النّجوم.
نحصل في حالة تعويض أسّ البوليتروب بالقيمة n = 5 على دائرة ذات نصف قطر لانهائي، وهو ما يتوافق مع أبسط نموذج مقبول لنظام نجمي متماسك ذاتياً، تمّ وضعه من قبل آرثر شوستر في عام 1883، وله حلّ دقيق.
يتوافق البوليتروب ذو الأسّ n = ∞ مع ما يسمّى بالبيئة الإيزوثيرمية، وهي عبارة عن مجال غازي متساوي الحرارة، يتشابه في بنيته مع بنية النظام النجميّ القائم على الحركة بدون تصادم (كالعنقود المغلق). وذلك لأنّه -بالنسبة للغاز المثالي- تكون درجة الحرارة متناسبة مع ρ1/n، لذلك فإنّ القيمة اللّانهائيّة للأسّ n تتوافق مع درجة حرارة ثابتة.
بشكل عامّ، يتم توزيع الكثافة بشكل أكبر باتّجاه مركز الجسم (r = 0) مع زيادة الأسّ البوليتروبيّ.